# Hylogomphus apomyius
Hylogomphus apomyius – gatunek ważki z rodziny gadziogłówkowatych (Gomphidae). Występuje w Ameryce Północnej; stwierdzony wyłącznie w USA – od stanów Arkansas, Tennessee i New Jersey na południe po Teksas i Georgię.